# Seno transverso
Los senos transversos (senos laterales izquierdo y derecho), en el interior de la cabeza humana, son dos zonas bajo el cerebro que permiten el flujo de sangre del área posterior de la cabeza. Discurren lateralmente a través de un surco de la cara interna del hueso occipital. Drenan desde la confluencia de los senos (por la protuberancia occipital interna) a los senos sigmoideos, que finalmente se conectan con la vena yugular.
Los senos transversos son de gran tamaño y empiezan en la protuberancia occipital interna; uno, generalmente el derecho, siendo la continuación directa del seno sagital superior, el otro del seno recto.
Cada seno transverso pasa superficial - lateralmente y hacia delante, describiendo una ligera curva con su convexidad hacia arriba, a la base de la porción petrosa del hueso temporal, y yace en esta parte, unido al margen de la tienda del cerebelo; sale de esta y se curva hacia abajo y medialmente (una zona nombrada a veces como seno sigmoideo) para llegar al foramen yugular, donde termina en la vena yugular interna.
En su cuerpo descansa sobre la escama del occipital, el ángulo mastoide del parietal, la parte mastoide del temporal, y justo antes de terminar, el proceso yugular del occipital; la porción que ocupa el surco de la parte mastoide del temporal se llama a veces seno sigmoideo.
Frecuentemente, los senos transversos son desiguales en tamaño, siendo mayor el que está formado por el seno sagital superior, que aumenta su tamaño a medida que avanza, de atrás hacia el centro.
En la sección transversal, la porción horizontal exhibe una forma prismática, la parte curva una forma semicilíndrica.
Reciben sangre de los senos petrosos superiores en la base de la porción petrosa del hueso temporal; se comunican con las venas del pericraneo por medio de las venas emisarias mastoideas y condíleas; y reciben parte de las venas cerebelares inferiores y cerebrales inferiores, y algunas venas del diploë.
El seno petroescamoso, cuando está presente, se desplaza posteriormente a lo largo de la unión de la escama y la porción petrosa del temporal, y desemboca en el seno transverso.

## Imágenes adicionales

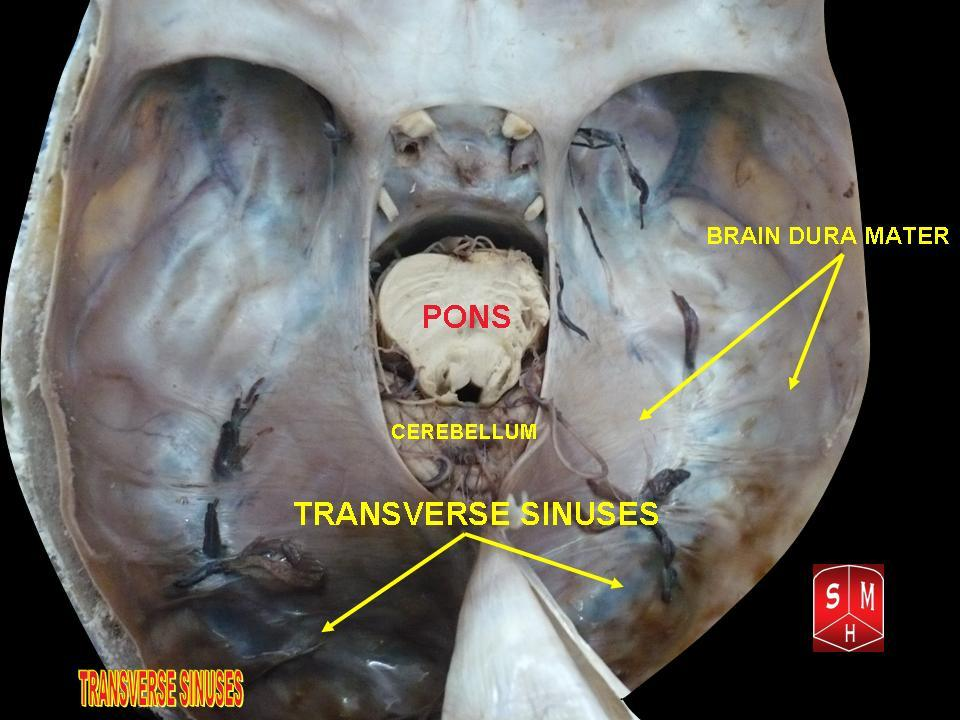
Senos transversos
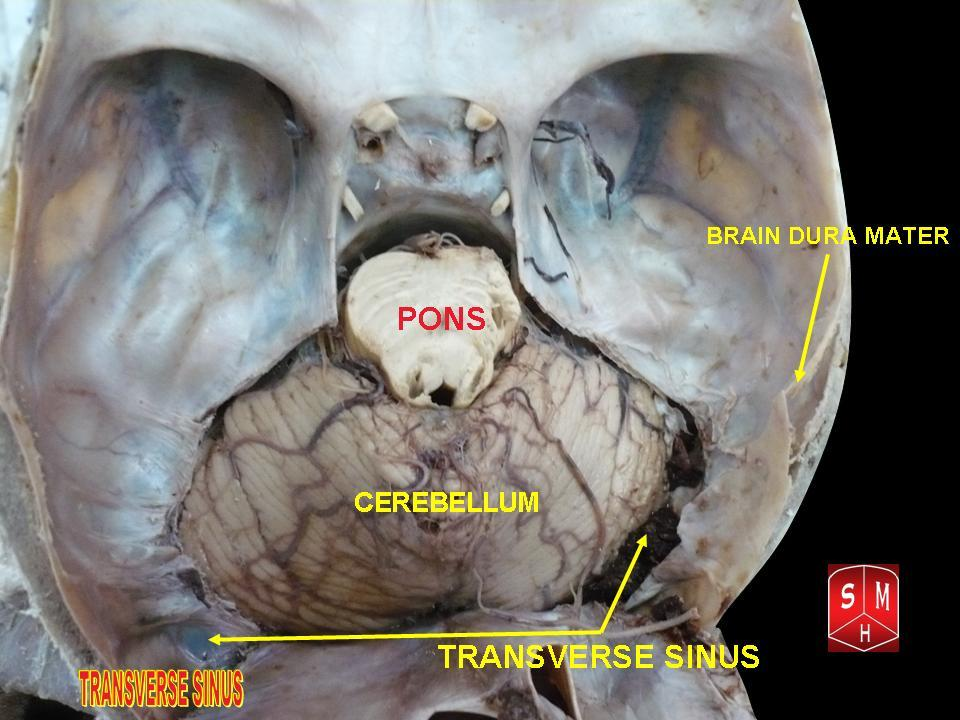
Senos transversos
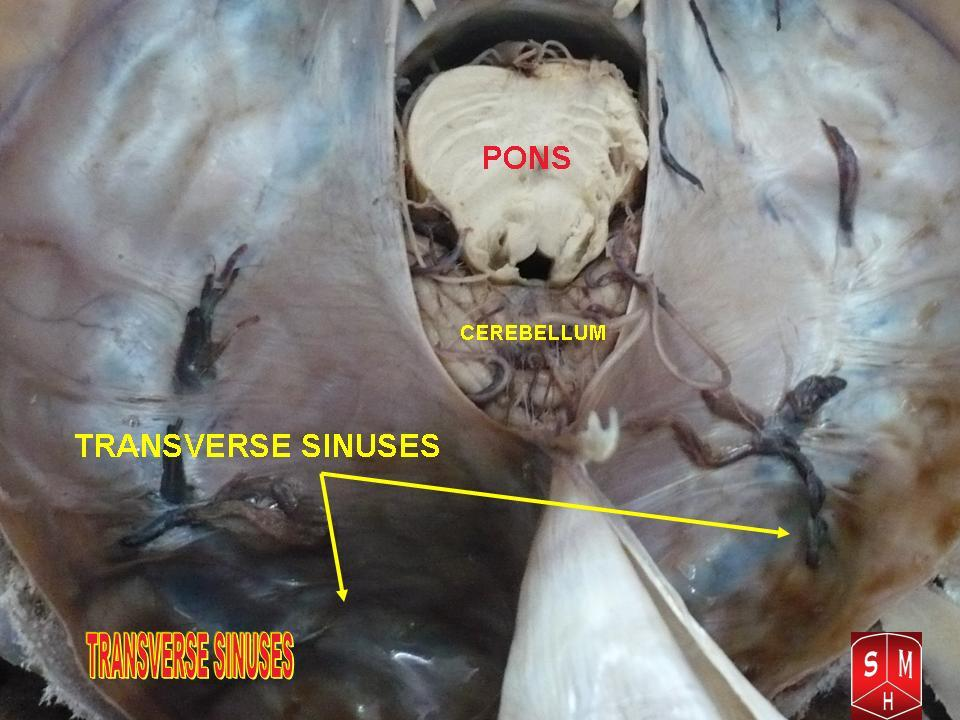
Senos transversos
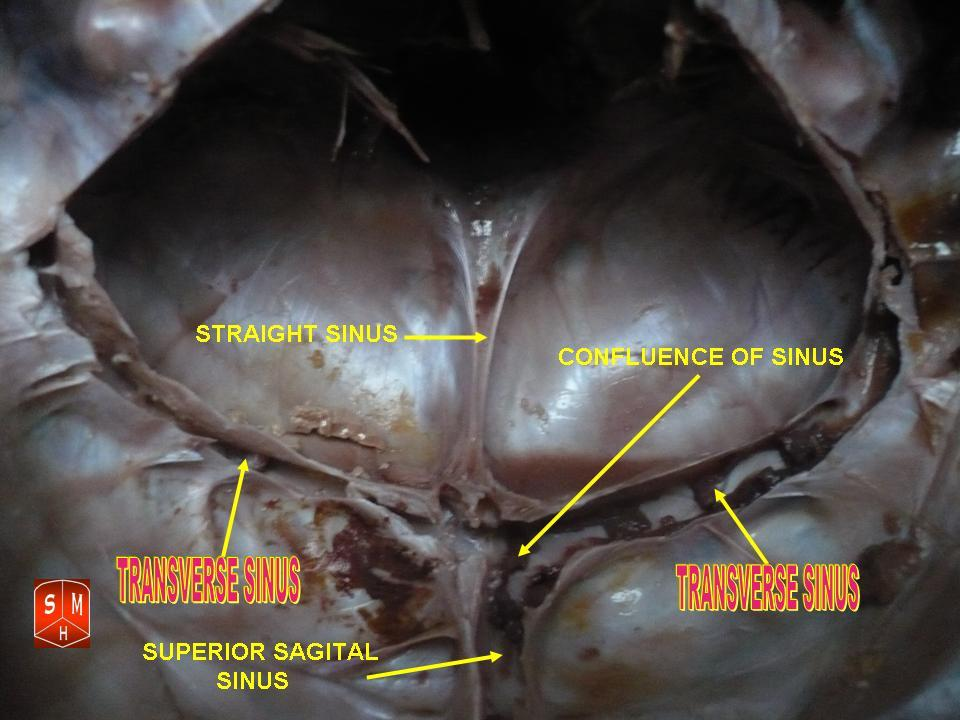
Senos transversos

- Datos: Q5860395